# جون كافاناه (لاعب كرة قدم)
جون كافاناه (بالإنجليزية: John Cavanagh)‏ هو لاعب كرة قدم بريطاني، ولد في 4 أغسطس 1961 في سالفورد في المملكة المتحدة.